# EUREF

Photomontage des geplanten EUREF-Campus mit dem Gasometer im Zentrum

Das ca. 5,5 Hektar große Stadtquartier EUREF-Campus Berlin (Abkürzung für Europäisches Energieforum) liegt im Berliner Ortsteil Schöneberg im Bezirk Tempelhof-Schöneberg. Der Campus um den Gasometer Schöneberg vereint Unternehmen aus den Bereichen Energie und Mobilität. Seit Beginn der Standortentwicklung durch den Berliner Architekten Reinhard Müller im Jahr 2007 haben sich auf dem Gelände internationale Firmen und Forschungseinrichtungen angesiedelt.
Der EUREF-Campus ist ein Referenzort für das Konzept Intelligente Stadt des Landes Berlin und hat die Umsetzung einer nachhaltigen Stadtentwicklung zum Ziel. Im Jahr 2014 konnte der EUREF-Campus das damalige CO2-Klimaschutzziel der Bundesregierung für das Jahr 2050 erreichen. Mit einer bilanziell klimaneutralen Energieversorgung durch Nutzung von Biogas, einem intelligenten Energienetz, den energieeffizienten Gebäuden, der Erprobungsplattform für Elektromobilität und den zahlreichen Forschungsprojekten soll der Campus beweisen, dass die Energiewende machbar und finanzierbar ist.
Bis 2025 entsteht als zweiter Standort der EUREF-Campus Düsseldorf am Bahnhof Düsseldorf Flughafen. Mieter sind unter anderem der Technologiekonzern Schneider Electric und die Energieagentur des Landes Nordrhein-Westfalen.

## Geschichte

### 2007: Beginn der Einrichtung
- Der Architekt Reinhard Müller plante am ehemaligen Standort eines Gaswerks in Schöneberg den EUREF-Campus, der zu einer Smart City für Arbeiten, Forschen, Bilden und Wohnen entwickelt werden soll. Im Mittelpunkt der Entwicklung standen energetisch optimierte Gebäude, ein lokales Micro Smart Grid, Mobilitätssharing sowie die Nutzung regenerativer Energien wie Biomethan.

- Die GASAG verkaufte im Jahr 2007 das 5,5 Hektar große Gelände an der Torgauer Straße an die neu gegründete EUREF AG.

### 2009 bis 2015
- Sanierungsbeginn der denkmalgeschützten Gebäude Schmiede und Messelbau
- 2011: Baubeginn für den ersten Neubau EUREF-Campus 12–13
- 2001: Sanierung des denkmalgeschützten Wasserturms für die TU Berlin
- 2012: Eröffnung der Masterstudiengänge der TU Berlin im Wasserturm

- Der EUREF-Campus erreichte nach eigenen Angaben bereits im Jahr 2014 die Klimaschutzziele der Bundesregierung für 2050 bzw. 2045, da er durch den Bezug von zertifiziertem Biomethan bilanziell CO2-neutral ist. Die Energiebereitstellung für den Campus erfolgt durch die von der GASAG betriebene EUREF-Energiewerkstatt, wo in zwei Gas-Blockheizkraftwerken (400 kWel und 50 kWel) Wärme und Strom für den Eigenbedarf und die Einspeisung ins Berliner Stromnetz erzeugt werden. Die im Prozess entstehende Wärme erhitzt Wasser auf bis zu 90 °C, womit auf dem Campus über ein unterirdisch verlaufendes Rohrsystem die Büros geheizt (oder im Sommer gekühlt) werden. Zudem stehen zwei zuschaltbare Gaskessel (je 2.100 kWth) bereit. Durch eine 500-kW Power-to-Heat-Anlage kann Überschuss-Strom zum Heizen verwendet werden.[5][6][7]

- Sternekoch Thomas Kammeier wurde 2015 gastronomischer Leiter des EUREF-Campus[8]

### 2016 bis 2025
- 2016: Der autonom fahrende Shuttle-Bus Olli des Unternehmens Local Motors startete Testfahrten.
- 2016: Eröffnung der ZeeMo.Base[9], der größten Elektrotankstelle Deutschlands, von Schneider Electric und Partnern
- 2017: Die G-20–Konferenz Africa Partnership – Investing in a Common Future fand auf dem EUREF-Campus statt.
- Die EUREF AG legte im Jahr 2017 Planungen für einen EUREF-Campus Zollverein in Essen vor.[10]
- Alle Gebäude waren 2017 per Smart Metering an ein lokales Energienetz angeschlossen, das ihren Verbrauch zentral misst und steuert. Der EUREF-Campus Berlin ist seitdem ein Referenzort für die Smart City-Strategie des Landes Berlin.[11]
- Eine Dauerausstellung im Gasometer wurde 2018 eröffnet – Ey Alter ist eine interaktive Präsentation mit Fokus auf den demografischen Wandel, initiiert von der DAIMLER AG.
- Die Filial-Ansiedlung auf Zeche Zollverein in Essen kam 2019 aufgrund des besonderen Status des Welterbes nicht zustande.[12] Neuer Standort im Westen ist nun Düsseldorf;[13] dort entsteht am Flughafen ein weiterer EUREF-Innovationscampus[14]. Hauptmieter ist der Technologiekonzern Schneider Electric.[15]

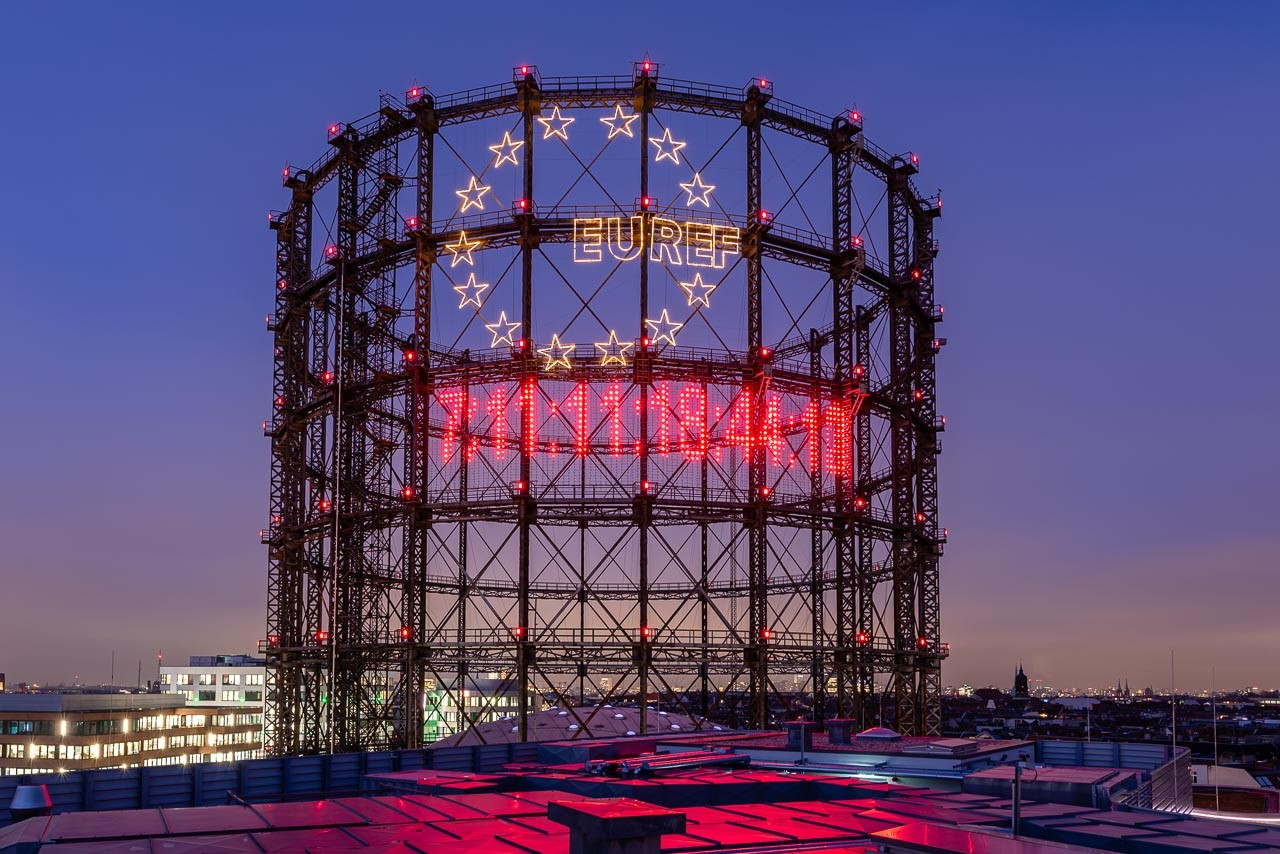
Die Carbon Clock am Gasometer

- Am Gasometer wurde 2019 von Fridays for Future und dem Klimaforscher Ottmar Edenhofer eine 40 m lange Carbon Clock in Betrieb genommen, die die verbleibende Zeit zum Erreichen des 1,5-Grad-Ziels von Paris herunterzählt.[16]

- Die GASAG teilte 2020 ihre Rückkehr zum EUREF-Campus mit. Der Einzug der Zentrale in das Haus EUREF-Campus 23/24 erfolgte im Herbst 2020.[17]
- Die Agentur für Erneuerbare Energien, der Bundesverband Erneuerbare Energie, der Bundesverband Deutscher Wasserkraftwerke, der Bundesverband Solare Mobilität, der Bundesverband Solarwirtschaft, der Bundesverband WindEnergie, die Fördergesellschaft Erneuerbare Energien e. V. sowie der Fachverband Biogas und die im Hauptstadtbüro Bioenergie zusammengeschlossenen Verbände verkünden Ende 2020, in ein gemeinsames Haus auf dem EUREF-Campus, den Messelbau, zu ziehen.[18]
- Die ersten innerstädtischen Supercharger von Tesla werden im September 2020 auf dem EUREF-Campus Berlin in Betrieb genommen.[19]
- Die Gourmetköchin Cornelia Poletto übernimmt die gastronomische Leitung für den EUREF-Campus Düsseldorf.[20]
- Die Baugenehmigung zum Ausbau des Gasometer wurde im Dezember 2021 erteilt. In dessen Glasdach-kuppelüberwölbtem Zentrum gab es eine kleine Bühne und das Ganze wurde für Tagungen oder Presseveranstaltungen genutzt. Beispielsweise gab es hier zwischen 2014 und 2017 den Polit-Talk mit Günter Jauch.[21] Bis 2024 wurde der Gasometer nach historischen Vorbildern ausgebaut.[22] Neben einem Konferenzzentrum mit 1.000 Plätzen und einer dazugehörigen Dachterrasse ist ab einer Höhe von 16 Metern im Gasometer ein Bürohaus für die Deutsche Bahn AG mit rund 25.000 Quadratmetern Fläche entstanden.[23] Hier zog im April 2024 die „Digitale Schiene Deutschland“ der Deutschen Bahn  mit 2.000 Arbeitskräften ein.

## Wirtschaft und Wissenschaft

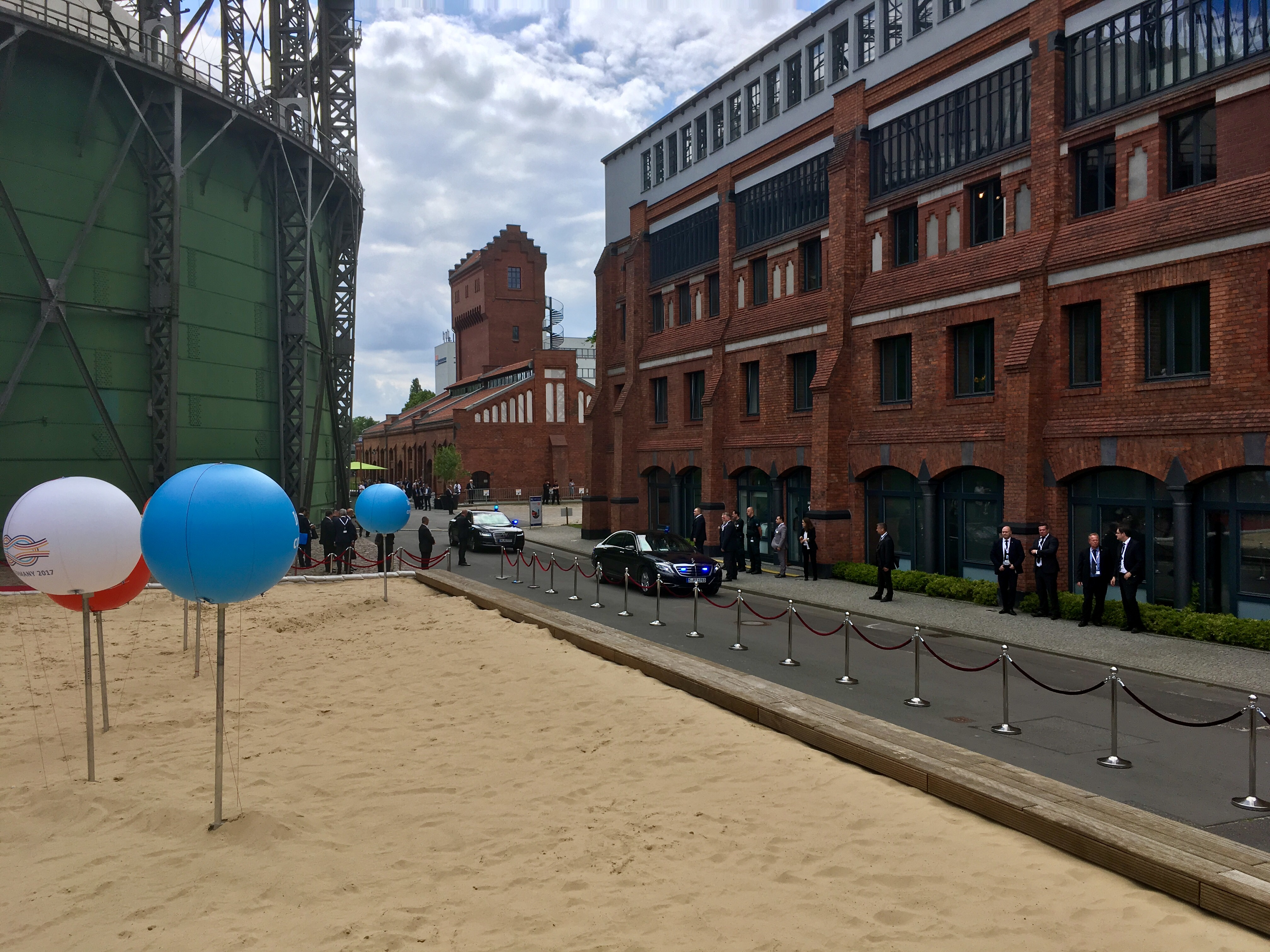
Eventlocation EUREF-Campus

Im Jahr 2024 arbeiteten und forschten am EUREF-Campus Berlin rund 150 Unternehmen, Forschungseinrichtungen und Hochschulinstitute mit 7000 Beschäftigten, darunter
- vier Masterstudiengänge der TU Berlin
- das Mercator Research Institute on Global Commons and Climate Change (MCC)
- und Fraunhofer ENIQ, Repräsentanz der Fraunhofer-Energieforschung in Berlin
- Das hier im Jahr 2006 gegründete Innovationszentrum (InnoZ) musste ab Ende 2018 seine Aktivitäten einstellen. Es galt lange als führendes Zentrum für neue Mobilitätskonzepte in Deutschland. Der unter seiner Regie auf dem Gelände agierende fahrerloser Elektrobus (Olli; siehe oben) und ein ganzer Fuhrpark neuartiger Fahrzeuge wurden für Studien genutzt. Die Deutsche Bahn, als Hauptgesellschafter des InnoZ, gab folgende Begründung ab: „Als das InnoZ 2006 gegründet wurde, waren die von ihm bearbeiteten Fragen in der deutschen angewandten Forschung nicht in dem Ausmaß vertreten, wie sie es mittlerweile sind“, das Alleinstellungsmerkmal ging verloren und die finanzielle Grundlage reichte nicht mehr.[24]

Der EUREF-Campus Berlin ist Forschungscampus der Bundesregierung für das Projekt Mobility2Grid. Hier wird erforscht, wie eine Versorgung mit Strom, Wärme und Verkehr langfristig bezahlbar, sicher und vollständig auf Basis Erneuerbarer Energien zu gewährleisten ist.
Unternehmen, wie die Deutsche Bahn, Schneider Electric, GASAG oder Arcadis und Startups aus dem Kompetenzfeldern Energie, Nachhaltigkeit und Mobilität, beispielsweise Ubitricity, SirPlus oder MINT haben sich auf dem EUREF-Campus angesiedelt und kooperieren dort.

## Organisation der EUREF AG

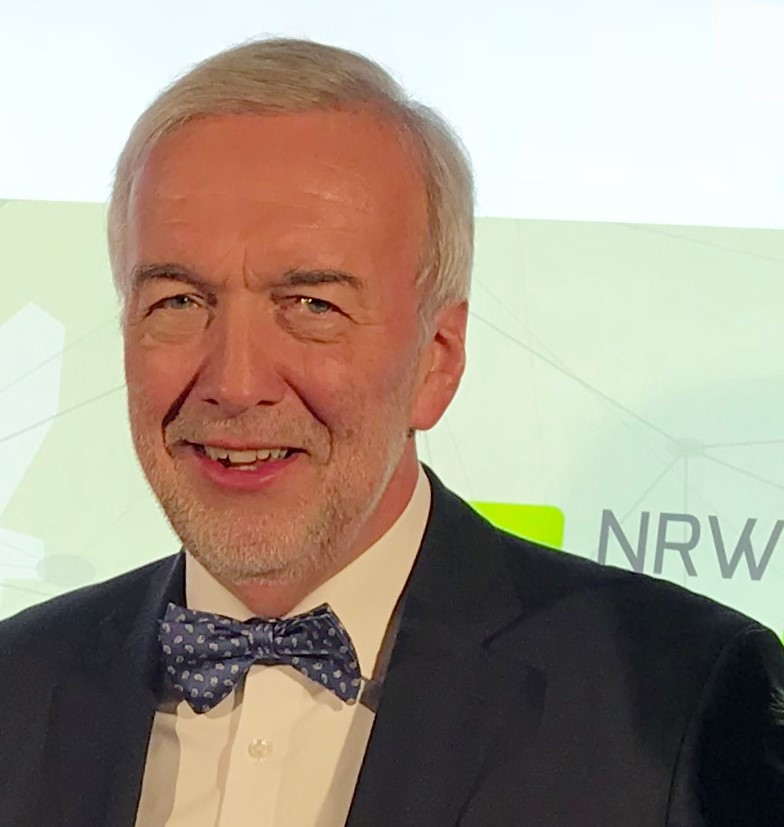
Reinhard Müller, Vorstandsmitglied

Die EUREF AG ist ein privatwirtschaftlicher Entwickler energie- und umweltoptimierter Immobilien. Sie wurde im Zusammenhang mit dem Erwerb des 5,5 Hektar großen Areals rings um den Gasometer in Berlin-Schöneberg im Jahr 2007 gegründet.

### Aufsichtsrat
- Rüdiger Grube (Aufsichtsratsvorsitzender)
- Eckart John von Freyend
- Julian Ameler
- Martin John von Freyend

### Vorstand
- Reinhard Müller
- Karin Teichmann (Sprecherin des Vorstands)
- Kevin Hauert
- Sarah Ameler

## Verkehrsanbindung

### Straßen
Südlich des Geländes verläuft die A 100.

### Öffentlicher Verkehr
Es besteht ein direkter Zugang zum S-Bahnhof Schöneberg (vier S-Bahn-Linien) sowie zur S-Bahn-Station Julius-Leber-Brücke. Der ICE-Bahnhof Südkreuz befindet sich in fußläufiger Entfernung von etwa einem Kilometer.

### Sharingangebote
Auf dem Gelände befinden sich eine Elektro-Carsharing-Station (Flinkster, DriveNow, car2go), Leihfahrräder und Pedelecs, Elektroroller-Sharing (emmy) sowie weitere Mobilitätsangebote.

## Veranstaltungen
Über Veranstaltungen zu den Themen Klimaschutz und Nachhaltigkeit, geführte Campustouren und Unternehmensbesuche sowie informative Projekte wie die Werkstatt der Energiewende baut das Stadtquartier seine Funktion als Forum und Informationshub aus.

## Denkmalpflege
Denkmalgeschützte Klinker- und Backsteinbauten des Architekten Alfred Messel prägen heute neben den energieeffizienten Neubauten weiter den Charakter des Geländes.
Mit Beschluss vom 24. Februar 1994 wurden die signifikanten Gebäude des ehemaligen Gaswerks als Gesamtanlage unter Denkmalschutz gestellt. Dazu gehören heute das Reglerhaus, Magazin-/Revierbüro, Kessel- & Maschinenhaus mit Wasserturm, das Schleusenhaus, der Niederdruckgasbehälter (Gasometer), die Schmiede sowie der einstige Ostflügel des ehemaligen Retortenhauses. Diese vorhandenen Backsteingebäude wurden durch die EUREF AG unter den Aspekten des Denkmalschutzes, des Denkmalrechts und der Energieeffizienz saniert.